# باشگاه فوتبال دونتون
باشگاه فوتبال دونتون (به انگلیسی: Downton Football Club) یک باشگاه فوتبال در شهر داونتون، ویلتشایر، کشور انگلستان است که در سال ۱۹۰۵ میلادی تأسیس شده‌است.